# Fachen

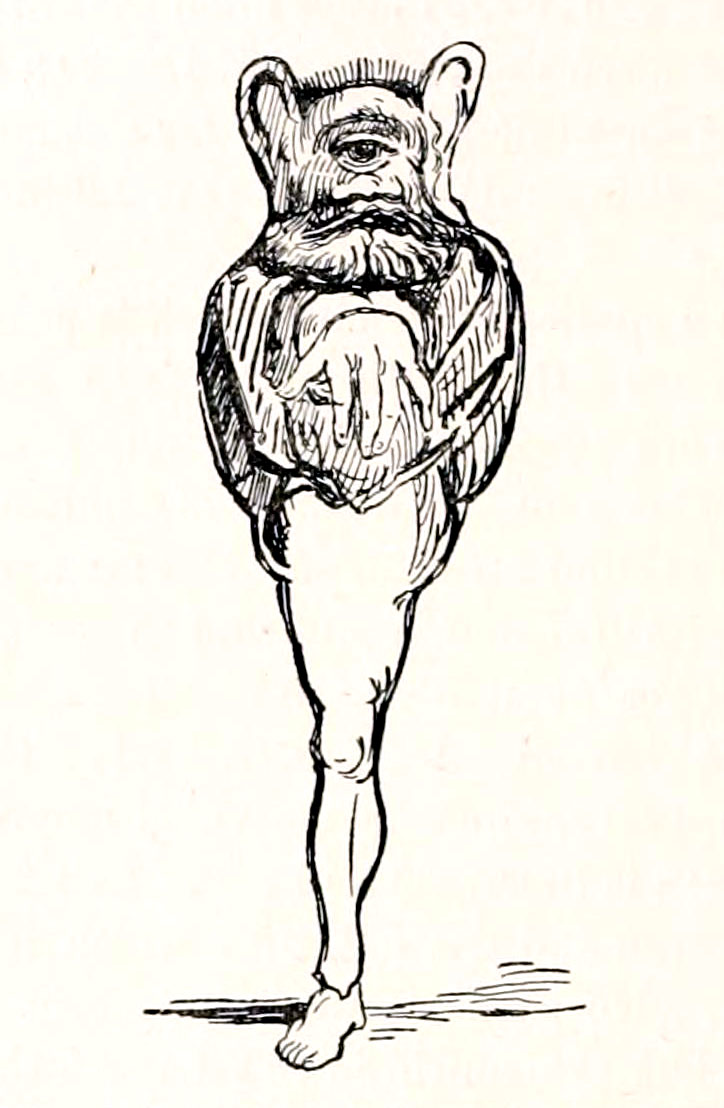
Fachan o Direach Ghlinn Eiti, un gigante tuerto, con una sola mano y con una sola pierna del folclore escocés

El Fachen (también conocido como Fachan, Fachin o Peg Leg Jack ) es una criatura del folklore escocés con sólo medio cuerpo. Supuestamente su apariencia, que incluye una melena copetuda de plumas negras y una boca muy ancha, es tan aterradora que induce ataques al corazón. Puede destruir un huerto con una cadena unida a su único y fuerte brazo en una sola noche. Una historia  de la obra de John Francis Campbell Cuentos populares de las montañas del oeste cuenta con un fachen llamado Nesnas Mhiccallain fue derrotado en una carrera por el héroe de la historia, Murachadh Mac Brian, que se convirtió en rey de Irlanda. Campbell describe al fachen como sigue:

Fea era la hechura del Fachin, una sola mano en la cresta de su pecho había, y el mechón de la parte superior de su cabeza, era más fácil tomar por la raiz una montaña que doblar esa mata

También se conoce como Direach Ghlinn Eitidh, o el enano de Glen Etive.
El Fachen es el Monster in My Pocket # 114, y tiene la apariencia de un insecto con plumas. Tiene una pierna y el brazo, pero también parece poseer una cola.
Howl, de El increíble castillo vagabundo del Studio Ghibli se convierte en algo así como un fachen, un ser con 2 brazos y 2 piernas, pero cubierto de plumas negras. También tiene alas.